# Daniel Erlandsson
Daniel John Erlandsson (ur. 22 maja 1976 w Malmö) – szwedzki perkusista. Erlandsson znany jest przede wszystkim z występów melodic death metalowej grupie Arch Enemy. Współpracował ponadto z takimi zespołami jak: Eucharist, Liers in Wait, Diabolique i In Flames. W latach 2007–2012 grał również w składzie Carcass.
Jego starszy brat Adrian także jest perkusistą.

## Instrumentarium
| Bębny firmy Pearl - 2x Bass Drum 24"x18" Carbonply Masterworks - Tom 10"x8" Carbonply Masterworks - Tom 12"x9" Carbonply Masterworks - Tom 13"x10" Carbonply Masterworks - Floor Tom 16"x14" Carbonply Masterworks - Floor Tom 18"x16" Carbonply Masterworks - Snare Drum 14"x6.5" Carbonply Masterworks Osprzęt firmy Pearl - DR-503 Drum Rack - DR-501 Front Rack - RJ-50 Mini Extension Bar - RH-2000 Hi-Hat - PCX200 Clamp x 4 - PCX100 Clamp x 11 - TH2000I Tom Holder x 4 - S-2000 Snare Stand - CLH100 Closed Hi-hat - CH88 Cymbal Holders x 11 - Eliminator Chain Drive Pedals x 2 - D2000 Throne Pałki firmy Vic Firth - American Classic® Extreme 5B |  | Talerze firmy Sabian - HHX Power Hats 14" - HHX Stage Crash 18" - AAX X-Treme Chinese 17" - HHX X-Plosion Crash 18" - HHX Splash 10" - HHX Evolution Splash 12" - HH Power Bell Ride 22" - HHX X-Treme Crash 18" - HHX Chinese 18" - HHX X-Celerator Hats 14" - HHX Evolution O-Zone Crash 18" Naciągi i akcesoria Evans - EQ3 Batter Clear Drumhead - EQ3 Resonant Black Drumhead - AF Patch - Kevlar Single Pedal - EC Reverse Dot Snare Drumhead - Hazy 300 Drumhead - Blasters Series - Resonant Black Drumhead - Magnetic Head Key |